# 빅버그
"빅버그"(영어: Bigbug)는 2022년 공개된 프랑스의 SF 코미디 영화이다. 장피에르 죄네가 감독과 공동 각본을 맡았다.